# Zapayán
Zapayán is een gemeente in het Colombiaanse departement Magdalena. De gemeente telt 8464 inwoners (2005).
Algarrobo · Aracataca · Ariguaní · Cerro San Antonio · Chibolo · Ciénaga · Concordia · El Banco · El Piñón · El Retén · Fundación · Guamal · Nueva Granada · Pedraza · Pijiño del Carmen · Pivijay · Plato · Puebloviejo · Remolino · Sabanas de San Ángel · Salamina · San Sebastián de Buenavista · Santa Ana · Santa Bárbara de Pinto · Santa Marta · San Zenón · Sitionuevo · Tenerife · Zapayán · Zona Bananera